# Samtgemeinde Velpke
Die Samtgemeinde Velpke ist ein Gemeindeverband im niedersächsischen Landkreis Helmstedt, die aus fünf Mitgliedsgemeinden besteht. 

## Mitgliedsgemeinden
Siehe auch: Liste der Straßen und Plätze in der Samtgemeinde Velpke

## Politik

### Samtgemeinderat
Der Samtgemeinderat Velpke besteht aus 30 Ratsfrauen und Ratsherren. Dies ist die festgelegte Anzahl für eine Samtgemeinde mit einer Einwohnerzahl zwischen 12.001 und 15.000 Einwohnern. Die Ratsmitglieder werden durch eine Kommunalwahl für jeweils fünf Jahre gewählt. Neben den 30 in der Samtgemeinderatswahl gewählten Mitgliedern ist außerdem der hauptamtliche Bürgermeister im Rat stimmberechtigt.
Aus dem Ergebnis der Kommunalwahl 2021 ergab sich folgende Sitzverteilung:
| Samtgemeinderat 2021Insgesamt 29 Sitze - SPD: 12 - Grüne: 2 - FDP: 1 - WGD: 2 - Unabh.: 1 - CDU: 10 - AfD: 1 Der AfD stünden zwei Sitze zu, sie kann jedoch nur einen besetzen. | Samtgemeinderatswahl 2021Wahlbeteiligung: 63,43 % 403020100 39,3432,428,957,942,565,912,88 SPDCDUGrüneWGDdUnabh.eAfDFDPGewinne und Verlusteim Vergleich zu 2016 %p 6 4 2 0 −2 −4 −6−5,73−3,72+1,52+0,68−1,54+5,91+2,88SPDCDUGrüneWGDUnabh.AfDFDPAnmerkungen:d Wählergruppe Danndorfe Einzelbewerber Senger |

Es wurden folgende Gruppen gebildet:
- CDU / WGD / EB Senger
- SPD / FDP

### Samtgemeindebürgermeister
Der bisherige Erste Samtgemeinderat Rüdiger Fricke (parteilos) erhielt bei der Bürgermeisterwahl am 11. September 2016 mit 76,2 Prozent der Stimmen die absolute Mehrheit.
Bei den Kommunalwahlen am 12. September 2021 wurde Fricke mit 70,68 % ohne Gegenkandidaten für weitere fünf Jahre gewählt.